# Suszarka do ubrań

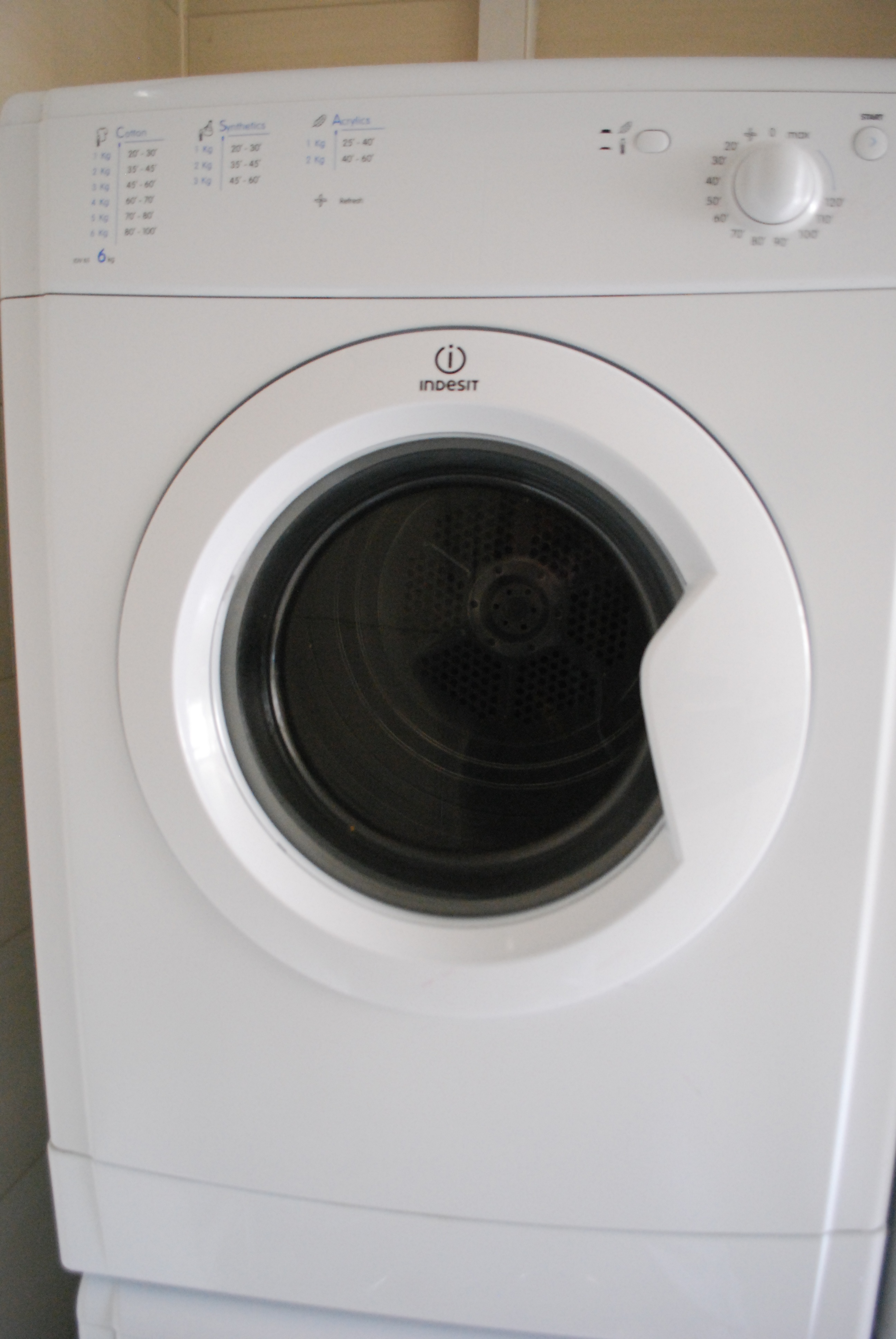
Suszarka bębnowa

Suszarka do ubrań – urządzenie domowe lub profesjonalne służące do suszenia odzieży.
Współcześnie najczęściej używa się elektrycznych suszarek bębnowych. Mokre rzeczy wkłada się do bębna, podobnie jak w pralce automatycznej, najczęściej po uprzednim ich upraniu.
Poprzednikiem suszarki elektrycznej była suszarka ręczna, a właściwie wyżymaczka, która nie tyle suszyła ubrania, ile odciskała z nich nadmiar wody, dzięki czemu czas schnięcia był krótszy. Mianem suszarki do ubrań (lub suszarki balkonowej) określa się także rodzaj składanego stelażu, na którym rozwiesza się mokre ubrania.
Wyróżnia się suszarki wywiewne, kondensacyjne i kondensacyjne z pompą ciepła. W pierwszym typie urządzenia, coraz rzadziej spotykanym na rynku, para wodna jest odprowadzana przez wąż o średnicy około 10 cm na zewnątrz pomieszczenia lub do kanału wentylacyjnego. Drugi typ suszarki skrapla parę wodną powstałą w trakcie suszenia w kondensatorze i gromadzi w pojemniku, skąd można ją później wylać lub jest odprowadzana przez suszarkę do kanalizacji. Trzeci, najnowocześniejszy typ suszarek, z pompą ciepła, która umożliwia odzyskiwanie części energii cieplnej w cyklu parowania i skraplania wody.
Współczesne suszarki, szczególnie te z pompą ciepła oraz wyposażone w zaawansowane układy elektroniczne, np. różnego rodzaju czujniki wilgotności, kontrolę wagową wsadu, wygładzanie parą, funkcje zapachowe czy opatentowane rozwiązania konstrukcyjne bębna skutecznie i przy niewielkich kosztach suszą pranie w krótkim czasie i stają się coraz bardziej popularne. Klasyczne suszarki mają zwykle wielostopniowy system filtrowania obsługiwany ręcznie. Najnowszym trendem jest stosowanie filtrowania „bezobsługowego”, który jednak uważany jest za bardziej awaryjny. Dedykowane zestawy połączeniowe pozwalają, w celu oszczędności miejsca, na łączenie pralki i suszarki jednego producenta w tzw. „wieże pralnicze” (niem.: waschturm).
Suszarki do ubrań w USA nie są klasyfikowane energetycznie. Natomiast w Europie suszarki są przydzielane do odpowiedniej klasy energetycznej. Suszarki kondensacyjne reprezentują zwykle klasę energetyczną C, suszarki z pompą ciepła – klasę A lub wyższą.
Alternatywą dla suszarki bębnowej jest pralka z funkcją suszarki. Charakteryzuje się ona mniejszą sprawnością niż suszarka bębnowa, a w stosunku do tradycyjnej pralki zużywa więcej wody.